# Макарий (Петрович)
Мака́рий (в миру Ма́рко Петро́вич, серб. Марко Петровић; 1734—24 декабря 1765) — префект Московской славяно-греко-латинской академии, философ, логик и богослов, иеромонах.

## Биография
Макарий Пе́трович — австрийский серб по происхождению родился в королевстве Венгрия в городе Тимишоара, в семье священника. Начальное образование получил в Темесваре под покровительством архиепископа Темешварского Виссариона. В 1751 году Макарий приехал из Сербии в Киев, через Польшу, чтобы продолжить образование в Киевской академии.
В 1753 году Пе́трович приезжает в Москву, где посещает курсы риторики, философии и богословия в Славяно-греко-латинской академии. В 1758 году постригшись в монахи в Заиконоспасском монастыре Макарий становится проповедником и обучает юношество риторике и философии в Московской семинарии. C 1 (12) сентября 1761 года по 1 (12) января 1764 года был префектом и преподавателем философии в семинарии.
В 1764 году Макарий произведен в архимандриты в Тверской Жёлтиков монастырь, а также становится ректором Тверской духовной семинарии, где и скончался в 1765 году после продолжительной болезни (от чахотки) и похоронен в Жёлтиковом монастыре, в паперти у церковных дверей с южной стороны.

## Труды
До наших дней дошли три его рукописи. Им впервые на русском языке написан учебник логики «Логика теоретическая, собранная из разных авторов и удобным порядком расположенная». Как писал сам Макарий, он при составлении книги не следовал никакому из предшествующих авторов учебников логики, а брал из других книг то, что считал ценным. Так в его учебнике представлена и аристотелевская и вольфианская логика. Но его «Логика» так и не была опубликована. В 1798 г. в Москве были напечатаны его сочинения «Описание Жизни и Страдания Св. Благоверного Князя Михаила Ярославича Тверского», а также «Житие Арсения Епископа Тверского Чудотворца». Некоторые из его рукописей «Православное учение», и «Проповеди» — частично изданы в 1790 г., в виде «Собрания сочинений», другая часть его наследия так и осталась в рукописях.

## Исследовательская литература
- Смирнов С. К. История Московской славяно-греко-латинской академии. — М.: Типография В. Готье, 1855. — 430 с.
- Кондаков Н. И. Петрович, Макарий // Логический словарь-справочник / Отв. ред. Горский Д. П.. — 2-е, дополненное. — М.: Наука, 1976. — С. 442. — 721 с. — 30 000 экз.
- Колосов В. Книга памяти Тверской семинарии ректора Желтикова монастыря архимандрита Макария // Тверские епархиальные ведомости : газета. — 1881. — 1 сентября (№ 17). — С. 377—378.
- Семячко С. А. Тверской агиограф архимандрит Макарий и его дневник // Труды отдела Древнерусской литературы. Т. 56. — СПб., 2004. — С. 601—622.